# Christian Brunner
Christian Brunner (nascido em 2 de abril de 1953) é um ex-ciclista suíço. Competiu nos Jogos Olímpicos de Verão de 1972 em Munique, onde fez parte da equipe suíça de ciclismo que terminou em quinto lugar na perseguição por equipes de 4 km em pista. Terminou em sétimo na prova de 1 km contrarrelógio.